# Hourges Orchard Cemetery
Hourges Orchard Cemetery is een Britse militaire begraafplaats met gesneuvelden uit de Eerste Wereldoorlog en gelegen in de Franse gemeente Domart-sur-la-Luce (departement Somme). De begraafplaats ligt langs de weg van Amiens naar Roye op anderhalve kilometer ten zuidoosten van het centrum van Domart (Église Saint-Médard).
Ze werd ontworpen door William Cowlishaw en heeft de vorm van een onregelmatige vierhoek. Het terrein wordt door een natuurstenen muur afgebakend. Vanaf de weg voert een pad van 160 m naar het toegangshek. Het Cross of Sacrifice staat centraal tegen de noordoostelijke muur. De begraafplaats wordt onderhouden door de Commonwealth War Graves Commission.
Er liggen 144 slachtoffers (waaronder 11 niet geïdentificeerde) in twee evenwijdige rijen en drie graven in een afzonderlijk perk.

## Geschiedenis
Op 1 april 1918 werd in het gebied slag geleverd toen de 2nd Cavalry Division (inbegrepen de Canadian Cavalry Brigade) Rifle Wood innam, en opnieuw op 8 augustus 1918, toen het 43rd Canadian Battalion hetzelfde bos heroverde op de Duitsers. Daarna trok het Canadian Corps meer dan 9 kilometer voorwaarts. De begraafplaats werd in augustus 1918 aangelegd. Na de wapenstilstand werden nog twee gesneuvelden van april 1918 bijgezet.
Onder de geïdentificeerde slachtoffers zijn er 8 Britten, 121 Canadezen en 4 Australiërs. Een slachtoffer wordt met een Special Memorial herdacht omdat zijn graf niet meer gelokaliseerd kon worden en men neemt aan dat hij zich onder een naamloze grafzerk bevindt. Alle slachtoffers vielen tussen 1 april en 24 augustus 1918.

## Graven

### Onderscheiden militairen
- Alexander Watson Beard, kapitein bij de Canadian Infantry werd tweemaal onderscheiden met het Military Cross (MC and Bar).
- John Dennis Goulty MacFadyen, luitenant bij het Tank Corps werd onderscheiden met het Military Cross (MC).
- C.J. Enright, compagnie sergeant-majoor bij de Canadian Infantry werd onderscheiden met de Distinguished Conduct Medal en de Military Medal (DCM, MM).
- Albert John Dyer, sergeant bij de Duke of Cornwall's Light Infantry werd onderscheiden met de Distinguished Conduct Medal (DCM).
- Napoleon Edward Picotte, sergeant bij de Canadian Infantry werd onderscheiden met de Meritorious Service Medal (MSM).
- luitenant Archie Payne Milk, sergeant E.L.Cuviller en de soldaten J.S. Danbrook, Edward Pious Mahoney en P.W. Ducharme, allen van de Canadian Infantry werden onderscheiden met de Military Medal (MM).

### Alias
Soldaat David Meyer Rappaport diende onder het alias Meyer David Raport bij de Canadian Infantry.